# Ejido Miraflores
Ejido Miraflores är ett samhälle (ejido) i Mexiko, tillhörande kommunen Isidro Fabela i delstaten Mexiko. Orten hade 1 017 invånare vid folkräkningen 2010, och är kommunens fjärde största samhälle.